# ある愛の風景
『ある愛の風景』（Brødre）は、2004年のデンマーク映画。
サンダンス映画祭観客賞やカンヌ国際映画祭UCMF映画音楽賞などを受賞した。日本では、2005年のSKIPシティ国際Dシネマ映画祭にて『ブラザーズ』の題で上映され最優秀作品賞を受賞し、2007年には劇場公開された。
2009年に『マイ・ブラザー』としてハリウッドでリメイクされた。

## ストーリー
12時間後にアフガニスタンに派遣される予定の軍人のミハイルはその日、出所する弟のヤニックを迎えに行く。妻と二人の娘と共に幸せな生活を送り、両親の自慢の息子でもあるミハイルと比べ、仕事にも就かず、ついに服役までしたヤニックは家族の中で孤立していた。
アフガニスタンに着いたミハイルは早速、行方不明になった無線技師の救助に向かうが、途中で撃墜されてしまい、家族の元にミハイルの死が伝えられる。突然の悲報に打ちひしがれる一家。遺体のない葬儀も済み、妻サラもようやく夫の死を受け入れ始める。それまでトラブルばかり起こしていたヤニックは、残された家族を支えるうち、サラと心を通わせていく。しかしそんな時、ミハイルがアフガニスタン側の捕虜になっており、救出されたとの知らせが飛び込む。
ところが戻ってきたミハイルは別人のようになっており、ヤニックとサラの仲を疑ったり、子供達にも厳しく当たるようになってしまう。

## キャスト
- ミハエル：ウルリク・トムセン
- サラ：コニー・ニールセン
- ヤニック：ニコライ・リー・カース